# 国立感染症研究所
国立感染症研究所（こくりつかんせんしょうけんきゅうしょ、英語: National Institute of Infectious Diseases, NIID）は、国立健康危機管理研究機構傘下の研究所。1947年（昭和22年）に設立された国立予防衛生研究所（略称：予研、英語: National Institute of Health, NIH）を前身とする厚生労働省の施設等機関であったが、2025年に国立国際医療研究センターと合併し、非公務員型の特殊法人「国立健康危機管理研究機構」の一部門として再編された。

## 概要

### 所掌事務
- 病原及び病因の検索並びに予防及び治療の方法の研究及び講習を行うこと。
- 予防、治療及び診断に関する生物学的製剤、抗菌性物質及びその製剤、消毒剤、殺虫剤並びに殺鼠剤の生物学的検査、検定及び試験的製造、並びにこれらの医薬品及び医薬部外品の生物学的検査及び検定に必要な、標準品の製造を行うこと。
- ペストワクチン、その他使用されることが稀である生物学的製剤、又はその製造が技術上困難な生物学的製剤の製造を行うこと。
- 食品衛生に関し、細菌学的及び生物学的試験及び検査を行うこと。
- その他予防衛生に関し、科学的調査及び研究を行うこと。
- 予防衛生に関する試験、及び研究の調整を行うこと。

### 所在地
- 戸山庁舎：〒162-8640 東京都新宿区戸山1-23-1 厚生労働省戸山研究庁舎内（北緯35度42分15.02秒 東経139度43分2.56秒 / 北緯35.7041722度 東経139.7173778度）
  - 陸軍軍医学校跡地に建設された厚生省戸山研究庁舎へ1992年（平成4年）10月に移転。
- 村山庁舎：〒208-0011 東京都武蔵村山市学園4-7-1（北緯35度44分41.16秒 東経139度24分6.11秒 / 北緯35.7447667度 東経139.4016972度）
  - 国立病院機構村山医療センター（旧：国立療養所村山病院）に近接。
- ハンセン病研究センター：〒189-0002 東京都東村山市青葉町4-2-1（北緯35度46分6.96秒 東経139度29分59.58秒 / 北緯35.7686000度 東経139.4998833度）
  - 旧：国立らい研究所→国立多摩研究所[6]。

## 村山庁舎
村山庁舎は、陸軍病院から戦後厚生省に移管され結核療養所（サナトリウム）となった国立療養所村山病院（現：国立病院機構村山医療センター）の敷地内に、1961年（昭和36年）に「国立予防衛生研究所ワクチン検定庁舎」として設立されたのを始まりとする。
予研村山庁舎は理研筑波研究所と並び、バイオセーフティーレベル4 (BSL4、当時はP4施設と呼ばれていた）の実験施設として設計され、1981年（昭和56年）に完成していたが、両施設とも近隣住民や武蔵村山市からの反対により、運用は当面の間BSL3までとされ、BSL4が要求される研究は行えなかった。なお、エボラウイルス属の遺伝子・血清学的診断などウイルス学的検査については村山庁舎のウイルス第一部第一室で対応可能である。
2014年の西アフリカエボラ出血熱流行に伴い、エボラ出血熱感染が疑われる患者の詳細な検査や治療薬の開発のため、2014年11月より厚生労働大臣が武蔵村山市長と協議を開始。翌2015年8月7日に村山庁舎が日本で初めてBSL4施設に指定された。
ただしこの際のBSL4施設稼働については、将来的な移転を市が条件としていたことと、村山庁舎の老朽化が指摘されていたことから、厚生労働省は2020年8月5日、武蔵村山市に対しBSL4施設の移転を検討開始することを伝えた。

## 沿革
- 1947年（昭和22年）5月21日 - 東京帝国大学附属伝染病研究所（現・東京大学医科学研究所）の一部を独立させ、厚生省所管の予防衛生研究所を設置[20]。
- 1948年（昭和23年）8月31日 - 原子爆弾影響研究所を広島および長崎に開設[21]。
- 1949年（昭和24年）6月1日 - 国立予防衛生研究所に改称[22]。
- 1955年（昭和30年）
  - 3月23日 - 海軍大学校跡地（東京都品川区上大崎2丁目）に移転[7]。
  - 7月1日 - ハンセン病研究施設として「国立らい研究所」を設立[6]。
- 1961年（昭和36年） - 国立療養所村山病院の敷地にワクチン検定庁舎（後の村山庁舎）を設置[7]。
- 1962年（昭和37年）6月 - 国立らい研究所を「国立多摩研究所」へ改称[6]。
- 1975年（昭和50年）4月1日 - 原子爆弾影響研究所を放射線影響研究所へ移管[7]。
- 1978年（昭和53年）4月5日 - 筑波医学実験用霊長類センター設置[7]
- 1980年（昭和55年） - 村山分室に高度安全実験室（P4施設）が完成。しかし周辺住民の反対運動により稼働せず。
- 1988年（昭和63年） - エイズ研究センターを設置。
- 1992年（平成4年）10月 - 本部を新宿区戸山の厚生省戸山研究庁舎（陸軍軍医学校跡地）へ移転。
- 1997年（平成9年）4月1日
  - 国立予防衛生研究所から国立感染症研究所に改称。
  - 国立多摩研究所を統合し「ハンセン病研究センター」とする[6]。
- 2002年（平成14年）- 一部を国立保健医療科学院・国立医薬品食品衛生研究所へ移管。
- 2005年（平成17年）- 筑波医学実験用霊長類センターほかを医薬基盤研究所へ移管。
- 2008年度（平成20年度）- ハンセン病研究センターにBSL3施設となる第二研究棟が完成[6]。
- 2015年（平成27年）8月7日 - 村山分室がBSL4施設として日本初指定[9][11]。
- 2020年（令和2年）8月5日 - 村山分室の施設老朽化などにより移転を求める武蔵村山市に対し、厚生労働省が移転検討開始を伝える。
- 2025年（令和7年）4月1日 - 国立国際医療研究センターと合併し、国立健康危機管理研究機構の一部門となる。

## 組織
- 総務部
- 企画調整主幹
- ウイルス第一部
- ウイルス第二部
- ウイルス第三部
- 細菌第一部
- 細菌第二部
- 寄生動物部
- 感染病理部
- 免疫部
- 真菌部
- 細胞化学部
- 昆虫医科学部

- 獣医科学部
- 血液・安全性研究部
- 品質保証・管理部
- 安全実験管理部
- 感染症疫学センター
- エイズ研究センター
- 病原体ゲノム解析研究センター
- インフルエンザウイルス研究センター
- ハンセン病研究センター
- ハンセン病研究センター感染制御部
- 感染症危機管理センター
- 国際協力室

## 歴代所長
所長は、国家公務員指定職の厚生労働技官であり、技官の中でも医務技監に並んで最高位の職務である。
1. 小林六造
2. 小島三郎
3. 中村敬三
4. 小宮義孝
5. 柳澤謙
6. 福見秀雄
7. 村田良介
8. 宍戸亮
9. 林滋生
10. 大谷明
11. 徳永徹
12. 山崎修道
13. 竹田美文
14. 吉倉廣
15. 倉田毅
16. 宮村達男
17. 渡邉治雄
18. 倉根一郎
19. 脇田隆字
20. 俣野哲朗

## 不祥事
新薬スパイ事件
1983年、前身の国立予防衛生研究所において、新薬スパイ事件と抗生物質不正検定事件が発生、職員が逮捕され、所長と抗生物質部長が引責辞職した。
収賄と官製談合
2010年、焼却炉解体工事で便宜を図る見返りに廃棄物処理会社の社長から現金200万円を受け取ったとして、総務部会計課係長が収賄容疑で逮捕され、その後収賄と官製談合防止法違反の罪で起訴された。東京地裁は執行猶予付きの有罪判決を言い渡したが、判決の中ではその上で感染研の内部管理体制にも問題があったことが指摘された。
論文捏造
- 2006年、エイズ研究センターの複数の論文についての内部告発の存在が報道された[26]。告発された論文の一つは2005年に撤回されていた。
- 2015年、「捏造問題にもっと怒りを」というウェブサイト[27]のコメント欄で、エイズ研究センターやウイルス第三部の複数の論文に不自然な改変や酷似画像があることが指摘された（匿名Aによる論文大量不正疑義事件）。一部の論文については、不正行為が存在する疑いはないと判断されたことが東京大学から発表された[28]。
- 2020年、新型コロナウイルス感染症のパンデミック中に、ウイルス第三部の元研究員だった岡田晴恵が、ワイドショーの生放送で「国立感染症研究所のOBの陰謀によりPCR検査を制限している」旨の発言を行った。この発言を受け、2000年頃に浮上していた岡田氏の論文疑義についての情報が有志により週刊文春に提供され、疑義の報道が行われた[29]。

飲酒送別会
新型コロナウイルス緊急事態宣言発令下の2021年3月18日、21人が食堂に集まって送別会を開催。田村憲久厚生労働相は研究所を厳重注意処分とした。

## 関連事項
- 戸山庁舎の敷地内では、陸軍軍医学校時代のものと思われる人骨が1989年に発見され、敷地内の設備で保管されている。
- 2023年、戸山庁舎の一般公開に反ワクチン活動家が来場し、脇田隆字所長の意見は自分と同じだとSNSで無断発信した。所長はその無断発信を否定するプレスリリースを数日後に発表した[31][32]。